# Palosaari (ö i Finland, Birkaland, Övre Birkaland, lat 62,14, long 23,99)
Palosaari är en ö i Finland. Den ligger i sjön Iso-Tarjanne och i kommunen Virdois i den ekonomiska regionen  Övre Birkalands ekonomiska region  och landskapet Birkaland, i den södra delen av landet, 220 km norr om huvudstaden Helsingfors. Öns area är 37,5 hektar och dess största längd är 1,1 kilometer i sydöst-nordvästlig riktning.